# 金弘集 (政治家)
金 弘集（きん こうしゅう、キム・ホンジプ、朝鮮語: 김홍집、1842年8月11日 - 1896年2月11日）は、李氏朝鮮末期の政治家。内閣総理大臣。甲午改革によって朝鮮の近代化を図ったが、親露派のクーデターによって殺害された。

## 生涯
道光22年（1842年）、慶尚道慶州に生まれた。初名は金宏集。
同治6年（1867年）に文科に及第して進士となった。光緒6年（1880年）には朝鮮修信使として訪日している。光緒8年（1882年）8月、壬午軍乱後の済物浦条約では朝鮮側の副官として済物浦停泊中の日本軍艦金剛をおとずれ、花房義質と交渉した。また、この年の10月、清国と朝鮮は天津において中朝商民水陸貿易章程を締結したが、清国側は北洋大臣李鴻章のほか周馥と馬建忠が署名したのに対し、朝鮮側は趙寧夏と金弘集（当時は金宏集）、魚允中がこれに署名した。こののちは金允植や魚允中らとともに清国主導の近代化を支持し、閔氏政権との連携を強めた。
朝鮮の近代化の必要性を痛感し、開国503年（1894年）7月より甲午改革と称される内政改革に着手した。その内容は、科挙廃止を含む政治機構の改革、財政・税制面での改革など多岐にわたるものであった。開国504年（1895年）1月7日、金弘集内閣は近代的な政治改革の基本綱領洪範14条を発表した。
しかし、同年10月8日に乙未事変が起こった際は穏便にこの事件の収拾を図ろうとしたため、反日感情の高まりとともに民衆からの支持を失った。さらに、3月25日から着手された乙未改革により11月15日に断髪令を出したことは、小中華思想を抱く保守派両班らの反発を招いた。
建陽元年（1896年）1月、反金弘集の立場をとる親露派両班の主導で民衆が蜂起、「中華を尊んで夷狄を攘う」「国母復讐」などを掲げたクーデターが発生した。ロシア公使ヴェーバーに「大院君と日本が王位を奪おうとしている。王位を奪われたらあなたの身はどうなるかわからない」と吹き込まれた高宗はロシア公使館に逃げ込み（露館播遷）、このクーデターを容認した。「朝鮮人のために殺されるのも天命である」として避難することを潔しとしなかった金弘集は民衆によって撲殺された。遺体は市中を引き回され、ボロ布のように扱われたという。
金弘集の死後は親露政権が建てられたが、事実上ロシアの傀儡政権であり、日本は安全保障上の危機感を募らせ、日露戦争の遠因となった。